# Монетный двор Швейцарии
Монетный двор Швейцарии (официальное название — Swissmint) — официальный монетный двор Швейцарии. На монетном дворе производятся монеты швейцарских франков по заказу Правительства, памятные монеты и медали — по заказу частных клиентов. Монетный двор Швейцарии является подразделением Федерального финансового управления Швейцарии, которое относится к Федеральному департаменту финансов.

## История
В 1901 году Федеральный совет Швейцарии одобрил покупку земли под постройку монетного двора в районе Кирхенфельд, и в следующем году началось строительство монетного двора. После трёх лет строительства, весной 1906 года новое здание было готово для размещения оборудования. В мае того же года началась регулярная чеканка монет. Официальное открытие монетного двора состоялось 2 июля 1906 года.
Здание было построено на основе эскизов Теодора Голя из жёлтого кирпича, фасад выполнен в стиле неоренессанса из мрамора и песчаника.
Здание монетного двора является объектом культурного наследия национального значения.

## Объём выпуска монет
Число монет, ежегодно выпускаемых монетным двором, определяется взаимным соглашением между Федеральным департаментом финансов и Национальным банком Швейцарии. В 2010 году было отчеканено 160 млн монет. Как правило, объём производства монет на конкретный год определяется в соответствии с предполагаемым объёмом денежных операций. В настоящее время общий объём обращения монет составляет более 4,7 млрд штук, или в денежном эквиваленте более 2,6 млрд швейцарских франков, весом более 16 700 тонн.